# بارسنا د کامپس
بارسنا د کامپس (به اسپانیایی: Bárcena de Campos) یک شهرستان در اسپانیا است که در استان پالنسیا واقع شده‌است.

## خصوصیات
بارسنا د کامپس ۱۴ کیلومترمربع مساحت و ۵۹ نفر جمعیت دارد.